# Johannes Kerkhoven
Johannes Kerkhoven (Amsterdam, 15 oktober 1783 - Twello, 2 juni 1859) was een Nederlandse bankier en naamgever van de Johannes Kerkhovenpolder, een van de Dollardpolders in Oost-Groningen.

## Leven en werk
Kerkhoven werd in 1783 geboren als zoon van de Amsterdamse koopman Pieter Kerkhoven en Anna Elisabeth Kerkhoven-Menkema. Hij was in 1812 oprichter van het Amsterdamse effecten- en bankierskantoor Kerkhoven en Co te Amsterdam aan de Herengracht. In 1807 kocht hij de voormalige havezate Huize Hunderen bij Twello, waar hij de rest van zijn leven woonde. 
Kerkhoven was in 1845 betrokken bij de aankoop van gronden in de Dollard. De maatschappij die de gronden had aangekocht ging failliet, maar Kerkhoven wist de zaak voort te zetten. Hij had de ambitie om de Dollard in zijn geheel in te polderen. Zo ver is het niet gekomen. Wel werd na zijn overlijden in 1859 het plan tot inpoldering van een deel van de Dollard door zijn erfgenamen ter hand genomen. In tegenstelling tot eerdere inpolderingen werd hier niet gewacht tot de kwelders voldoende met slib zouden zijn opgehoogd, maar werd al in een eerdere fase tot bedijking overgegaan. De hierdoor ontstane polder kreeg de naam van de stichter, de Johannes Kerkhovenpolder. In het na de Tweede Wereldoorlog gebouwde complex van agrarische gebouwen bevindt zich een reliëf ter ere van de stichter.
Kerkhoven was ook politiek actief. Hij was lid van Provinciale Staten van de provincie Gelderland.

## Familie
Kerkhoven was tweemaal getrouwd. Uit zijn eerste huwelijk (1810) met Cecilia Johanna Bosscha werd één zoon geboren. Uit zijn tweede huwelijk met Anna Jacoba van der Hucht (1817) werden dertien kinderen geboren, onder wie Ida Augusta, die trouwde met de spraakmakende theoloog A.D. Loman. Een aantal van hun kinderen en kleinkinderen exploiteerde theeplantages in Nederlands-Indië. Over hen schreef Hella Haasse het boek Heren van de thee. Johannes was de oom van de schrijfster Caroline van der Hucht-Kerkhoven. De in Glimmen omgebrachte verzetsstrijdster Anda Kerkhoven (1919-1945) was via zowel haar vader Adriaan Rudolph Willem Kerkhoven, als haar moeder Constanze Pauline Marie Bosscha een nazaat van Johannes Kerkhoven. 